# 政治学方法论
政治学方法论（Political methodology）是政治学的一个子领域，研究用于研究政治的定量和定性方法。定量方法结合了统计学、数学和形式理论。与规范研究相反，政治学方法论通常用于实证研究。

## 内容
根据《政治科学理论与方法》（Theory and Methods in Political Science），政治学方法论探讨的主题包括：
- 政治学中的本体论与知识论
- 研究途径：行为主义、理性选择理论、传统制度主义和新制度主义、女性主义、诠释性理论、马克思主义研究、规范理论
- 研究方法：质性研究法、量化研究法、质性与量化研究法的结合、比较研究法
- 学术议题：结构与能动性之争、制度与观念之争

## 期刊
政治学方法论的主要学术期刊有《美国政治科学评论》、《美国政治学刊》、《政治学刊》、《政治分析》、《政治科学研究与方法》等。

## 书目
- Bernstein, Robert A., and James A. Dyer. 1992. An Introduction to Political Science Methods. 3rd ed. Englewood Cliffs: Prentice Hall.
- 张铭、严强主编，《政治学方法论》，苏州大学出版社，2003[6]
- 方雷、王元亮主编，《政治科学研究方法概论》，北京大学出版社，2011
- 斯蒂芬·范埃弗拉著，陈琪译，《政治学研究方法指南》，北京大学出版社，2006